# Parachaetocladius akanoctavus
Parachaetocladius akanoctavus är en tvåvingeart som beskrevs av Sasa och Kamimura 1987. Parachaetocladius akanoctavus ingår i släktet Parachaetocladius och familjen fjädermyggor. Inga underarter finns listade i Catalogue of Life.